# Гринланд, Деннис
Деннис Гринланд (Dennis  Greenland 13 июня 1930, Портсмут — 23 декабря 2012) — британский почвовед, химик-аналитик.

## Ранние годы и образование
Деннис Гринланд родился в Портсмуте 13 июня 1930 года, в семье Джеймса Джона Гринланда и Лили Флоренс Гринланд. Поначалу он собирался, как и его предки, служить в Королевском военно-морском флоте и сдал вступительные экзамены в Военно-морской колледж в Дартмуте, однако его не приняли из-за плохого зрения. Впоследствии он выиграл стипендию для обучения в Портсмутской средней школе (1941—1948).
В школе Деннис увлекся химией и после ее окончания ему удалось получить государственную стипендию для изучения химии в колледже Крайст-Черч в Оксфорде. Он закончил университет в 1952 году с отличием. Перед четвёртым курсом, который был посвящён исследовательскому проекту, Деннис прошёл курс почвоведения, под руководством доктора Э.Уолтера Рассела в лаборатории почвоведения. В докторской работе ученый изучал взаимодействие органических материалов (в частности различных сахаров) с глинистыми минеральными поверхностями. В результате проведенных исследований (в том числе с помощью недавно появившегося метода рентгеновской дифракции) ему удалось показать, что сахара адсорбируются в межслойных областях монтмориллонита (наноглины); изученный сахар образует комплексы с одним или двумя слоями молекул в каждой межслойной области.
Ближе к концу учёбы в Оксфорде Денниса пригласили присоединиться к университетской экспедиции под руководством антрополога доктора Дж. Ф. М. Миддлтона в район Западного Нила в Уганде, где он провёл четыре месяца. Исследователям удалось показать, что миграция племен была в значительной степени обусловлена потерей плодородия почвы. В результате экспедиции и диссертации Гринланд увлекся тропиками и взаимосвязью между людьми и их системам ведения сельского хозяйства.

## Научная деятельность
В 1959 году Гринланд прибыл в Южную Австралию для чтения лекций в Университете Аделаиды. Многие южные австралийские почвы легко теряют агрегатную устойчивость при возделывании; они гаснут и покрываются коркой под воздействием дождя, что приводит к сильной эрозии, потере верхнего слоя почвы и образованию поверхностной корки, это препятствует появлению всходов. В начале 1960-х годов по этому вопросу активно велось сотрудничество между учеными-почвоведами из Университета Аделаиды и Организации научных и промышленных исследований Содружества (CSIRO).
В Институте Уэйта Деннис Гринланд изучал циклы азота и углерода. Используя кинетический подход, он рассчитал константы накопления и истощения органического вещества почвы в илистом суглинке в Уэйте, а также продолжительность фаз возделывания и выпаса, которые могли привести к стабильному вращению. Гринланд, работая совместно с Кодзи Вада и Энн Хэмблин, охарактеризовал аморфные глинистые минералы, образующиеся из вулканических базальтовых лав, которые имеют большой, зависящий от рН переменный заряд. Такие глинистые минералы состоят из морфологически непрерывных гелей, переходящих в слабо кристаллические фрагменты, они действуют как полимеры с большой молекулярной массой, то есть связывают частицы почвы. Гринландом были разработаны методы извлечения и анализа легко изменяемых глинистых минералов с использованием образцов из вулканических мест на юго-востоке Австралии.
Деннис Гринланд начал серию экспериментов по исследованию механизмов, приводящих к адсорбции глинами сахаров, поливиниловых спиртов, аминокислот и пептидов, ионов алкиламмония и полисахаридов. Эта работа показала, что может быть задействовано несколько механизмов связи между частицами, включая катионный обмен, силы Ван-дер-Ваальса, физическую адсорбцию и обмен лигандами. Среди наиболее важных результатов : было показано значительное увеличение энтропии, возникающее в результате вытеснения молекул воды с поверхности глины при адсорбции крупных молекул. Параллельно с этими исследованиями, используя глинистые минералы и чистые химикаты, ученый обратил свое внимание на то, как эти процессы могут влиять на структуру, формирование и стабильность в различных типах почв. Путем селективного окисления он показал, что полисахариды участвуют в связывании частиц в почвенных агрегатах. Это привело к разработке методов экстракции, облегчающих удаление и характеристику фракций полисахаридов почвы и, следовательно, к лучшему пониманию их происхождения, количества и характеристик. Также Гринланд пришел к выводу, что, хотя растительный мусор и корни являются основным источником почвенных углеводов, состав почвенных углеводов предполагает микробное происхождение.

## Другая научная деятельность
Деннис был президентом Британского общества почвоведения в 1980 году. Одним из его наиболее выдающихся вкладов было сосредоточение внимания на необходимости создания новых систем управления почвой и водными ресурсами для новых достижений в области селекции сельскохозяйственных культур.
К концу 1970-х годов почвоведы все чаще признавали важность исследований для решения экологических проблем и вопросов управления природными ресурсами, связанных с глобальным расширением производства продовольствия. Благодаря программам улучшения сельскохозяйственных культур были достигнуты значительные успехи, однако загрязнение и ухудшение земель требуют большего внимания. Ответ Денниса Гринланда на эти вопросы можно увидеть в его пленарном докладе, представленном на заключительном заседании 11го конгресса Международного общества почвоведения в Эдмонтоне, Канада; в его статье особо подчеркивалась необходимость поддержания благоприятного баланса в снабжении населения продовольствием, которое, по его мнению, может быть достигнуто только на понимании основных процессов происходящих в почве.

## Семья
Деннис Гринланд был человеком, который усердно работал и оказывал большую поддержку тем из своих учеников и коллег, которых он терпеливо наставлял. В школьные и университетские годы он занимался футболом, был капитаном команды колледжа «Кардиналы Крайст-Черч». Спорт всегда был важной частью его жизни, начиная с крикета в Гане и Австралии и заканчивая гольфом на Филиппинах, в Великобритании и Новой Зеландии.
Во время учёбы в Оксфорде он познакомился с Мэри Джонстон, новозеландкой, которая работала медсестрой-ортопедом в больнице Вингфилда Морриса.  Они поженились 1955 г. Гринланд к тому времени уже год работал по контракту в Гане, так что молодожёны отправились туда. У них было трое детей, Джудит (1956), Рохан (1961) и Дженнифер (1962). Джудит работал на руководящей должности в сфере управления человеческими ресурсами; Роханработал директором по связям с общественностью в Австралийской медицинской ассоциации; и Дженни изучала медицину в Бартс в Лондоне и продолжила карьеру общей практики в NHS.

## Звания и награды
1952 Бакалавр с отличием первого класса, Оксфордский университет
1955 Магистр, Оксфордский университет
1956 Доктор философии, Оксфордский университет
1969 Специальная выездная стипендия Министерства сельского хозяйства США для работы в Университете Миннесоты
1974 Научный сотрудник Института биологии
1972 Почётный доктор, Университет Гента, Бельгия
1987 Член Всемирной академии наук и искусств, Швейцария
1988 Приглашённый профессор, Университет Рединга, Великобритания
1993 Почётный член Американского агрономического общества
1993 Почётный член Американского общества почвоведения
1994 Член Королевского Общества
2003 Почётный доктор наук, Университет штата Огайо, Колумбус, США Признание